# Die Großpilze Baden-Württembergs
Die Großpilze Baden-Württembergs ist ein bedeutendes mehrbändiges Nachschlagewerk für Pilze. Die Autoren sind German Josef Krieglsteiner, Andreas Gminder und Wulfard Winterhoff.

## Inhalt
Zielsetzung war es, „die rund 2200 Arten aus der Klasse der Ständerpilze, die zu den ‚Großpilzen‘ zählen, in vier Teilen zu je 550 Arten zu behandeln“; tatsächlich erschienen sind fünf Bände. Da bis zu den jeweiligen Veröffentlichungen weitere Arten für Baden-Württemberg hinzukamen, umfasst das Werk ca. 3000 Pilzarten. Dabei sind die Schlauchpilze in der Reihe nicht enthalten.
Die Gliederung richtet sich nach den taxonomischen Gruppen, die oftmals kurz behandelt werden. Falls erforderlich, ist ein Bestimmungsschlüssel der jeweiligen untergeordneten Taxa enthalten. Bei den Beschreibungen der Arten wird besonderes Gewicht auf die Ökologie sowie die Verbreitung der Pilze im Bundesland Baden-Württemberg gelegt. Neben Farbfotos der Pilze sind auch Verbreitungskarten und Mikrozeichnungen vorhanden.

## Erschienene Bände
Von 2000 bis 2010 erschienen die folgenden fünf Bände:
- German J. Krieglsteiner: Die Großpilze Baden-Württembergs. Band 1: Allgemeiner Teil. Ständerpilze: Gallert-, Rinden-, Stachel- und Porenpilze. Ulmer, Stuttgart 2000, ISBN 3-8001-3528-0.
- Andreas Gminder, German J. Krieglsteiner, Wulfard Winterhoff: Die Großpilze Baden-Württembergs. Band 2: Ständerpilze: Leisten-, Keulen-, Korallen- und Stoppelpilze, Bauchpilze, Röhrlings- und Täublingsartige. Ulmer, Stuttgart 2000, ISBN 3-8001-3531-0.
- German J. Krieglsteiner, Andreas Gminder: Die Großpilze Baden-Württembergs. Band 3: Ständerpilze. Blätterpilze I. Ulmer, Stuttgart 2001, ISBN 3-8001-3536-1.
- German J. Krieglsteiner, Andreas Gminder: Die Großpilze Baden-Württembergs. Band 4: Ständerpilze. Blätterpilze II. Ulmer, Stuttgart 2003, ISBN 3-8001-3281-8.
- German J. Krieglsteiner, Andreas Gminder: Die Großpilze Baden-Württembergs. Band 5: Ständerpilze. Blätterpilze III. Ulmer, Stuttgart 2010, ISBN 978-3-8001-3572-1.